# 요르마 타코니
요마 터코니(영어: Jorma Taccone, 영어 발음: /ˈjɔːrmə təˈkoʊni/, 1977년 3월 19일 ~ )는 배우, 희극인, 작가, 감독, 제작자, 송라이터이다.

## 작품 목록

### 영화 출연
| 연도 | 제목                          | 배역                      |
| ---- | ----------------------------- | ------------------------- |
| 2007 | 핫 로드                       | 케빈 파월                 |
| 2008 | 사람 만들기                   | 그래픽 담당 미치          |
| 2009 | 로스트 랜드: 공룡 왕국        | 차카                      |
| 2012 | 왓치                          | 단체 자위하는 남자 2      |
| 2014 | 나쁜 이웃들                   | 토가를 입은 과거 회원 3   |
| 2015 | 쿵 퓨리                       | 아돌프 히틀러             |
| 2016 | 팝스타: 네버 스탑 네버 스토핑 | 오언 "키드 콘택트" 부샤드 |

### 영화 연출
- 맥그루버 (2010, MacGruber) - 각본 겸임

### 영화 제작
- 브릭스비 베어 (2017, Brigsby Bear)

### 텔레비전 출연
- 새터데이 나이트 라이브 (2005-14)
- 팍스 앤 레크리에이션 (2015)

### 텔레비전 연출
- 팍스 앤 레크리에이션 (2011-13)